# Thomas Gleb
Christophe Mabillon fue un escultor y pintor francés de origen polaco, nacido en Zelow (Lodz) el año 1912 y fallecido el 1991.